# Veronika Zemanová
Veronika Zemanová, née le 14 avril 1975 à České Budějovice, est un mannequin de charme et une actrice de films érotiques tchèque.

## Biographie

### Des débuts difficiles
Veronika Zemanová, un temps tentée par une carrière de biologiste, opte finalement pour l'art. Après ses études secondaires elle s'installe à Prague et suit pendant trois ans les cours d'une école de photographie. Elle effectue de nombreux petits boulots pour payer ses études et peut finalement s'installer comme photographe.
En 1997, l'ensemble de son matériel est volé avant même qu'elle ait eu le temps de le payer. La jeune femme ruinée et croulant sous les dettes doit renoncer à son indépendance et se trouve un travail de maquilleuse chez un photographe. Elle se trouve contrainte à jouer le rôle de maîtresse toute de cuir vêtue dans des mises en scènes SM organisées au château de Cerna en Moravie. Elle passe devant l'objectif presque à son insu quand des photos de ces séances sont prises.
Ses débuts dans l'univers de l'érotisme sont éprouvants. Partie honorer un engagement à Rome, elle se retrouve chez le directeur d'une agence aux intentions peu professionnelles. Mais sa beauté lui vaudra des propositions beaucoup plus sérieuses et lui ouvrira les portes d'une carrière de mannequin de charme.
En 2009, une vidéo amateur sort en Allemagne sous le titre de Schulhofmösen qui montre la toute jeune femme refuser d'avoir des relations sexuelles devant la caméra et quitter la pièce  après quelques préliminaires. Rebutée par la pornographie hardcore, Veronika Zemanová, n'apparaîtra que rarement avec des sextoys ou aux côtés de partenaires hommes ou femmes dans des scènes toujours simulées.

### La consécration
Rapidement remarquée, elle deviendra vite l'un des modèles de charme les plus populaires de son époque apparaissant sur la couverture de très nombreux magazines à travers le monde,. Son nom sera même un moment dans le top 10 des mots les plus tapé sur Google et la vedette du porno soft la plus recherchée sur Freeones.com. Elle pose pour de nombreux magazines de charme américains et britanniques, en particulier pour Mayfair et Penthouse. Elle est depuis lors une des mannequins les plus demandées paraissant en bonne place sur de nombreux sites internet photographiée par Suze Randall ou J. Stephen Hicks. Elle tournera aussi dans une vingtaine de vidéos érotiques entre 2002 et 2010.
L'une de ses particularité, est d'avoir fait pratiquement toute sa carrière de modèle sous son véritable nom. Bien qu'ayant, comme la plupart des autres modèles, commencé sa carrière sous un pseudonyme (Eva), Veronika Zemanová verra son véritable nom révélé à la suite de la maladresse d'un photographe.
Dotée d'une poitrine généreuse et de mensurations avantageuses, elle est insatisfaite de la forme de ses seins (le sein gauche, particulièrement, est flasque comparé au sein droit). Elle décide donc, plusieurs années après son entrée dans le métier de photo-modèle érotique de faire corriger chirurgicalement ce défaut par des implants mammaires. Cette décision provoquera de grands débats parmi ses fidèles, les cicatrices aréolaires étant et demeurant évidentes, malgré le maquillage.
Si la photographie fait toujours partie de ses passions, la jeune femme s’intéresse aussi beaucoup à la musique. Elle sort en 2002 un single, The Model, reprise d'un titre du groupe allemand Kraftwerk, qu'elle interprète en anglais.
En 2005, au sommet de sa  popularité, elle sera même au centre d'un film de l'Anglais Jayson Rothwell intitulé Zemanovaload. Le film met en scène un personnage interprété par Ed Byrne, obsessionnel compulsif, qui compense le départ de sa petite amie en se reportant sur « la femme la plus attirante du monde », Veronika Zemanova.
Elle se marie en automne 2003 et se retire du milieu début 2004. Elle revient rapidement devant les objectifs et tourne une série de vidéos pour Actiongirls. Elle fait encore régulièrement la couverture de publications du groupe de presse britannique The Daily Sport.
Le 23 juillet 2010 Actiongirls met sur le marché Ibiza (part 1) deux jours après avoir annoncé que sa star souhaitait mettre un terme définitif à sa carrière de modèle de charme.

## Filmographie

### Vidéos
| - 2002 : May Girls of IVOLT - 2002 : Danni Presents Veronika Zemanova : Elle-même - 2002 : Naughty Pinups : Elle-même - 2002 : Busty Naturals de Dean Guiliotis et Eric Mittleman : Elle-même - 2002 : Erotic Idols : Elle-même - 2002 : Panthyhose & Stocking Tease : Elle-même - 2003 : The Ball de Dorien Gay Rosenthal : Nadia - 2003 : Hot Body: Pajama Playtime de John Cross : Elle-même - 2004 : Hot Body Quick Strips: Blondes Tease, Brunettes Please de John Cross et Scott Hylton : Elle-même - 2004 : Danni's International Beauties de David Avallone et Dean Guiliotis : Elle-même - 2005 : Actiongirls.com Volume 1 de Scotty Jx - 2005 : FHM Adult Entertainment 2006 | - 2006 : Big Busted Goddesses Of The World - 2007 : Big Bad Busty Brittney and Her Bodacious Friends (compilation) - 2007 : Hot Body: Best of 8 : Elle-même (compilation) - 2007 : Actiongirls.com Volume 4 de Scotty Jx - 2007 : Actiongirls.Water and fitness de Scotty Jx - 2008 : Actiongirls.Water and fitness 2 de Scotty Jx - 2008 : Screen dreams - 2008 : Sognando Veronica - 2008 : Stupenda Veronica - 2008 : Actiongirls.com Volume 5 de Scotty Jx - 2009 : Actiongirls.com Volume 6 de Scotty Jx - 2010 : Actiongirls.com Volume 7 de Scotty Jx |

## Photographie

### Apparitions dans les numéros spéciaux dePlayboy
- Playboy's Voluptuous Vixens Vol. 5, septembre 2001 - couverture
- Playboy's Playmates in Bed Vol. 5, novembre 2001
- Playboy's Book of Lingerie Vol. 84, mars 2002
- Playboy's Girls of Summer, mai 2002
- Playboy's Voluptuous Vixens Vol. 6, août 2002
- Playboy's Sexy 100, février 2003
- Playboy's Vixens, avril 2005

## Discographie
- 2001 : The Model / Super Model  (CD 2 titres) Bizarre Music – 55 24682